# Зоопарк Сан-Франциско
Зоопарк Сан-Франциско (англ. San Francisco Zoo) — зоологический парк расположенный в юго-западной части города Сан-Франциско, штата Калифорния, США вблизи от Тихого океана. Непосредственно к зоопарку примыкает океанский пляж и парк «Золотые ворота». Коллекция зоопарка насчитывает 250 видов животных.

## Ссылки

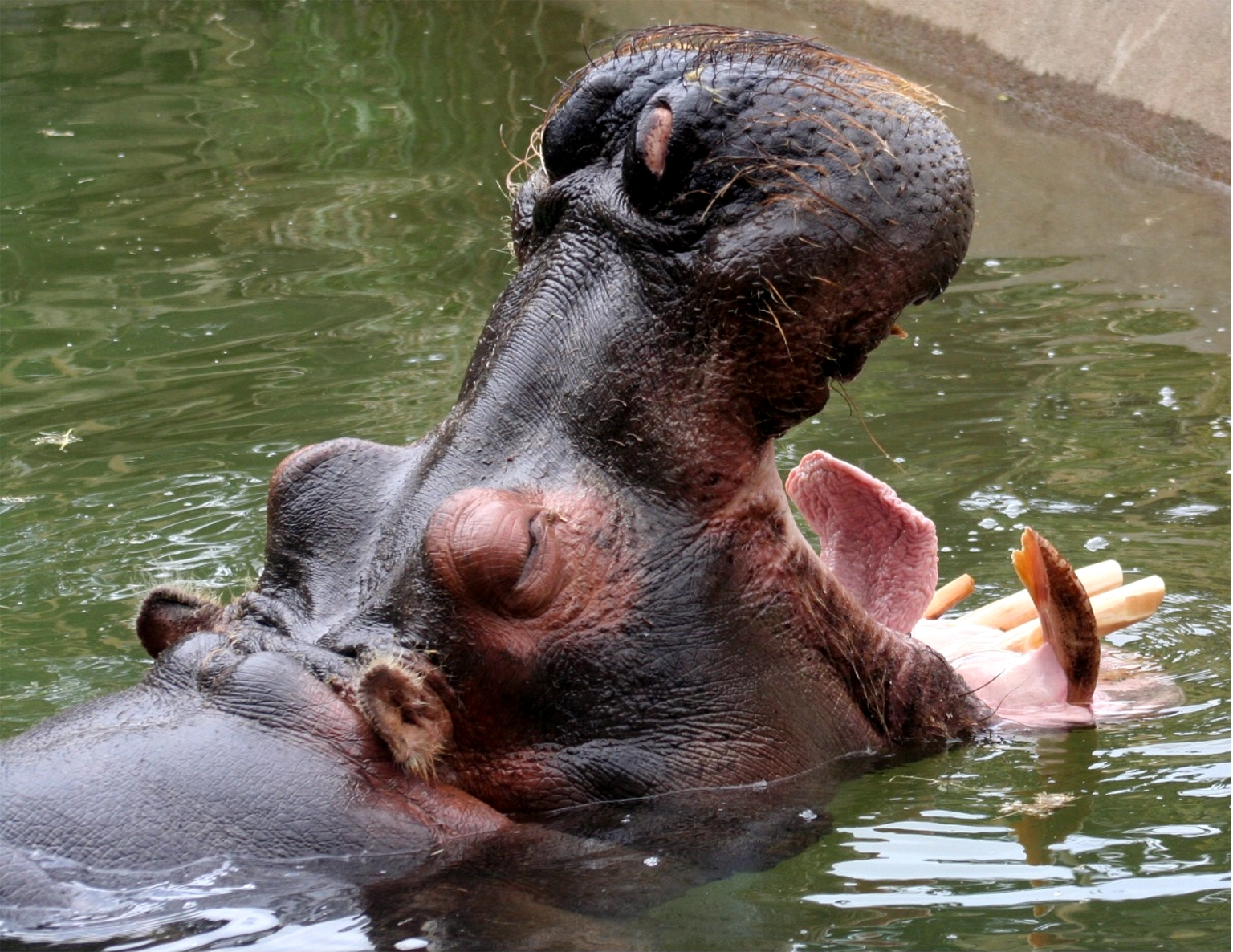
Бегемот в зоопарке Сан-Франциско